# Богоньо
Бого̀ньо (на италиански: Bogogno; на пиемонтски: Boeugn, Боеун, на местен диалект: Bovögn, Бовьон) е село и община в Северна Италия, провинция Новара, регион Пиемонт. Разположено е на 278 m надморска височина. Населението на общината е 1316 души (към 2010 г.).